# 闫光华
闫光华（1968年—），河北馆陶人，汉族，中华人民共和国政治人物、第十二届全国人民代表大会河北地区代表。
毕业于河北省馆陶县滩上中学。2013年，被选为全国人大代表。